# Windows Runtime
Die Windows Runtime (Abkürzung: „WinRT“) ist die Laufzeitumgebung für Windows-App in Windows 8, Windows 10, Windows 11 und Windows RT. Seit Windows Phone 8.1 kann sie auch zur Programmierung von Windows Phone Apps eingesetzt werden, was es ermöglicht, Applikationen zu programmieren, die auf dem PC, Tablet und Smartphone funktionieren. Sie basiert auf einer verbesserten Version des Component Object Model und ermöglicht es Softwareentwicklern, auf der Kombination aus HTML, CSS und JavaScript oder XAML und einer der Programmiersprachen Visual Basic .NET, C# oder C++, und bei erweiterter Funktionalität auch jeder beliebigen Technologie auf einem Server als Backend Apps, Programme zu erstellen, die nur über den Windows Store von Microsoft lizenziert und vertrieben werden können.

## Architektur

### Integration in Windows
Technisch gesehen stellt die Windows Runtime kein neues Subsystem von Windows dar, sondern ist eine alternative API innerhalb des Win32-Subsystems.
| Windows Metadata & Namespace | User Interface Tiles, Input, Controls, Accessibility, Data Binding, Printing, …                                                                  | User Interface Tiles, Input, Controls, Accessibility, Data Binding, Printing, … | User Interface Tiles, Input, Controls, Accessibility, Data Binding, Printing, …                                                      |
| Windows Metadata & Namespace | Media Playback, Capture, Visual Effects, PlayTo, …                                                                                               | Devices Geolocation, Portable APIs, Sensors, NFC, …                             | Communication and Data Networking, Web, Contracts, Notifications, XML, Streams, Background Transfer, SMS, Local and Cloud-Storage, … |
| Windows Metadata & Namespace | Windows RT Core Applications Services/Application Model, Authentication, Memory Management, Globalisation, Threading and Timers, Cryptography, … |                                                                                 | |

| Component Object Model (COM)              | Graphics Device Interface+ (GDI+) | Devices and Printing |
| Distributed Component Object Model (DCOM) | DirectX                           | File System          |

### Integration in Windows Phone
Über den genauen Aufbau in Windows Phone ist derzeit nichts bekannt, da Microsoft die detaillierte Architektur des Betriebssystems nicht dokumentiert hat.

### Programmierung
Für die Entwicklung auf Basis der Windows Runtime existieren verschiedene Projektionen (moderne Typisierungen) der Runtime:
1. C++/CX (nativ ausgeführtes C++ mit Spracherweiterungen)
2. C++/WinRT (nativ ausgeführtes Standard-C++ ohne Spracherweiterungen, mit einem Generator für die benötigten Header-Dateien)
3. C#, Visual Basic .NET (mit der Common Language Runtime ausgeführt, stellt Wrapper-Klassen zur Verfügung)
4. JavaScript, wobei die Windows Runtime über den WinJS-Namespace angesteuert wird.

Benutzeroberflächen werden deklarativ ausgezeichnet. Bei JavaScript basiert diese Auszeichnung auf HTML5, während die anderen Projektionen auf XAML setzen, welches von der Windows Runtime direkt ohne Einsatz von WPF oder Silverlight gerendert wird. Zusätzlich stehen Technologien wie DirectX zur Verfügung.
Die Windows Runtime stellt mit 1.600 Klassen lediglich eine Teilmenge der schon in .Net-Framework vorhandenen 12.000 Klassen zur Verfügung. Werden die nicht zur Verfügung stehenden Klassen aus dem Framework benötigt, muss die App zwischen einem Client und einem Server aufgeteilt werden, wobei die Geschäftslogik der App auf einem Windows Server ausgeführt wird. Ein Server mit dem Backend der App kann auch auf dem lokalen PC installiert und ausgeführt werden. Methodenaufrufe erfolgen vermehrt asynchron. Für die Programmiersprache C# stehen hierfür neue Sprachelemente zur Verfügung, für andere Projektionen integriert die Windows Runtime entsprechende Entwurfsmuster und Templates.
Zudem wird durch die Windows Runtime ein neues Sicherheitskonzept eingeführt: Bisherige Windows-Anwendungen werden in der Regel mit den Rechten des jeweiligen Benutzers ausgeführt; man spricht in diesem Fall von Full-Trust. Hingegen erfolgt die Ausführung von Windows Runtime-Apps mit minimalen Zugriffsrechten, dem sogenannten Base-Trust. Dies soll durch logisch getrennte Container für jede Anwendung erreicht werden, der Zugriff auf sicherheitsrelevante Teile des Windows-API ist somit nur indirekt durch Stellvertreter (sog. Broker) möglich.

## Kompatibilität

### Betriebssysteme
Die Windows Runtime wird derzeit von Windows ab Version 8 und Windows RT sowie Windows Phone ab Version 8.1 unterstützt. Microsoft sieht diese als integralen Bestandteil des Betriebssystems, der mit jedem Build neu erstellt wird. Während die meisten Anwendungen für Windows Vista und Windows 7 auch auf Windows 8 lauffähig sind, wird es die Windows Runtime laut Microsoft nicht für diese Betriebssysteme geben.